# Heinkel He 113

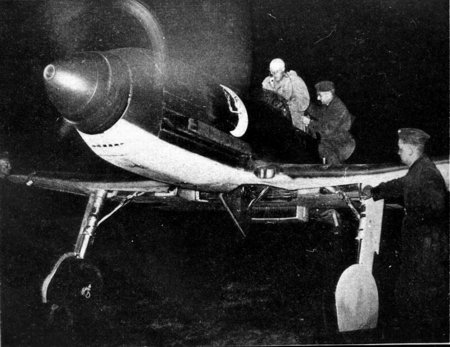
El "He 113" (en realidad un He 100 D-1), en una unidad ficticia de cazas nocturnos.

El Heinkel He 113 era un supuesto caza de la Luftwaffe durante la Segunda Guerra Mundial, que realmente sólo existió como propaganda y estrategia de desinformación.

## Historia

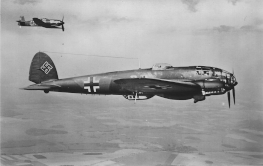
Un Heinkel He 111 escoltado por un He 113 en una postal de propaganda.

En 1940, Joseph Goebbels anunció que un nuevo caza estaba entrando en servicio con la Luftwaffe.
Su plan consistía en tomar fotografías a varios Heinkel He 100 D-1 en diferentes bases aéreas de Alemania, con insignias distintas en cada ocasión para representar varios grupos de caza ficticios. Las fotografías fueron publicadas en la prensa con el nombre de He 113, a veces catalogados como cazas nocturnos (a pesar de que carecían de luces de aterrizaje).
El avión también apareció en una serie de fotografías "en combate" publicadas en varias revistas, tales como Der Adler, que afirmaba su valía en combate sobre Dinamarca y Noruega. Una fuente afirma que el avión fue prestado a un Staffel de la Luftwaffe con base en Noruega por un tiempo, pero esto parece mostrar el funcionamiento de la desinformación muchos años después.
Los servicios secretos británicos mencionan al avión en el reporte AIR 40/237, que fue completado en 1940. En éste, su velocidad máxima figura como 628 km/h. También afirmaba que su superficie alar era de 15,5 m² y que el avión estaba en producción. En los primeros años de la guerra eran frecuentes los reportes sobre combates y derribos del He 113.

## Especificaciones (He 100 D-1 / He 113)
Referencia datos: The Complete Book of Fighters

### Características generales
- Tripulación: 1 piloto
- Longitud: 8,20 m
- Envergadura: 9,42 m
- Altura: 3,60 m
- Superficie alar: 14,60 m²
- Peso vacío: 1.180 kg
- Peso máximo al despegue: 2.500 kg
- Planta motriz: 1× Daimler-Benz DB 601M, V12 sobrealimentado y enfriado por líquido.
  - Potencia: 864 kW (1159 HP; 1175 CV)

### Rendimiento
- Velocidad máxima operativa (Vno): 670 km/h
- Velocidad crucero (Vc): 552 km/h
- Alcance: 1.010 km
- Techo de vuelo: 11.000 m
- Régimen de ascenso: 2,2 m/s (433 ft/min) hasta 2.000 m. 12,65 m/s hasta 6.000 m

### Armamento
- Ametralladoras: 2× MG 17 de 7,92 mm

- Cañones: 1× MG FF de 20 mm, disparando a través del cono de la hélice